# Reitzenstein (Familienname)
Reitzenstein ist ein deutscher Familienname.

## Namensträger
- Adolph von Staff genannt von Reitzenstein (1854–1936), deutscher Jurist
- Alexander von Reitzenstein (1904–1986), deutscher Kunsthistoriker und Museumsleiter
- Anke Reitzenstein (* 1961), deutsche Schauspielerin und Synchronsprecherin
- Carl Heinrich von Reitzenstein (1729–1813), kursächsischer General der Infanterie
- Carl Sigmund Felix von Reitzenstein (1848–1897), württembergischer Offizier und Kammerherr
- Christoph Ludwig Rudolph von Reitzenstein (1736–1796), preußischer Generalmajor
- Editha von Reitzenstein (1850–1905), deutsche Dichterin und Schriftstellerin
- Egmont von Reitzenstein (1819–1900), preußischer Generalmajor
- Erdmann von Reitzenstein (1844–1922), preußischer Generalleutnant und Politiker, MdL Preußen
- Erich Reitzenstein (1897–1976), deutscher Klassischer Philologe
- Ferdinand von Reitzenstein (Politiker) (1838–1905), deutscher Rittergutsbesitzer und Politiker (Zentrum), MdR
- Ferdinand von Reitzenstein (Sexualwissenschaftler) (1876–1929), deutscher Sexualwissenschaftler
- Franziska von Reitzenstein (1834–1896), deutsche Schriftstellerin
- Friederike von Reitzenstein (1748–1819), deutsche Schriftstellerin
- Friedrich von Reitzenstein (1834–1897), deutscher Verwaltungsjurist
- Friedrich Ernst von Reitzenstein († 1739), Generalfeldwachtmeister
- Fritz Reitzenstein (1868–1940), deutscher Chemiker
- Günther Reitzenstein (1889–1953), deutscher Landrat und Verwaltungsrichter
- Hans-Albin Freiherr von Reitzenstein (1911–1943), deutscher SS-Obersturmbannführer
- Hans Heinrich von Reitzenstein auf Selbitz († nach 1643), fränkischer Amtmann und Unternehmer
- Hans Joachim von Reitzenstein (1881–1935), deutscher Schriftsteller
- Heinrich von Reitzenstein (1796–1865), preußischer General der Infanterie
- Heinrich August Friedrich von Reitzenstein (1747–1823), preußischer Generalmajor
- Helene von Reitzenstein (1853–1944), deutsche Millionärin
- Hermann von Staff genannt von Reitzenstein (1790–1867), preußischer Generalleutnant
- Hieronymus von Reitzenstein OCist (* etwa 1420; † 1503), deutscher Geistlicher und Zisterzienser
- Julien Reitzenstein (* 1975), deutscher Historiker und Autor
- Karl von Reitzenstein (Dramatiker), deutscher Dramatiker
- Karl von Reitzenstein (General) (1793–1846), preußischer Generalmajor
- Karl von Reitzenstein (General, 1797) (1797–1878), preußischer Generalleutnant
- Karl von Reitzenstein (Historiker) (1823–1874), deutscher Historiker und Kustos
- Karl von Waldow und Reitzenstein (Politiker, 1818) (1818–1888), deutscher Rittergutsbesitzer und Politiker, MdR
- Karl von Waldow und Reitzenstein (Politiker, 1858) (1858–1945), deutscher Rittergutsbesitzer und Politiker, MdR
- Karl Bernhard von Reitzenstein (1809–1885), württembergischer Generalleutnant
- Karl Egon von Reitzenstein (1873–1924), deutscher Politiker, MdL Preußen
- Karl Erdmann von Reitzenstein (1722–1789), deutscher Generalmajor
- Marie von Reitzenstein (1854–1894), deutsche Schriftstellerin und Lyrikerin
- Nikolai Karlowitsch Reitzenstein (1854–1916), russischer Flottenadmiral
- Otto Reitzenstein (1911–1983), deutscher Jurist
- Richard Reitzenstein (1861–1931), deutscher Klassischer Philologe und Religionshistoriker
- Robert von Reitzenstein (1821–1902), deutscher Jurist und Landrat
- Sigismund von Reitzenstein (1766–1847), deutscher Diplomat und Politiker
- Vera Scholz von Reitzenstein (1924–2018), Schweizer Bildhauerin und Plastikerin
- Wilhelm August von Reitzenstein (1815–1864), hannoverischer Offizier und Diplomat
- Wilhelm Freiherr von Reitzenstein (1865–1935), deutscher Generalleutnant
- Wilhelm Ritter von Reitzenstein (1880–1941), deutscher Generalmajor
- Wolf-Armin von Reitzenstein (* 1940), deutscher Historiker und Hochschullehrer